# Campionatul European de Fotbal 1992
Campionatul European de Fotbal 1992 a fost a 9-a ediție a Campionatului European de Fotbal, un turneu de fotbal destinat națiunilor europene desfășurat din patru în patru ani. Turneul, găzduit de  Suedia a început pe 10 iunie 1992 și s-a încheiat cu finala de pe stadionul Ullevi din Göteborg, pe 26 iunie 1992, în urma căreia Danemarca a câștigat primul său titlu european din istorie, învingând Germania cu 2-0.

## Echipe

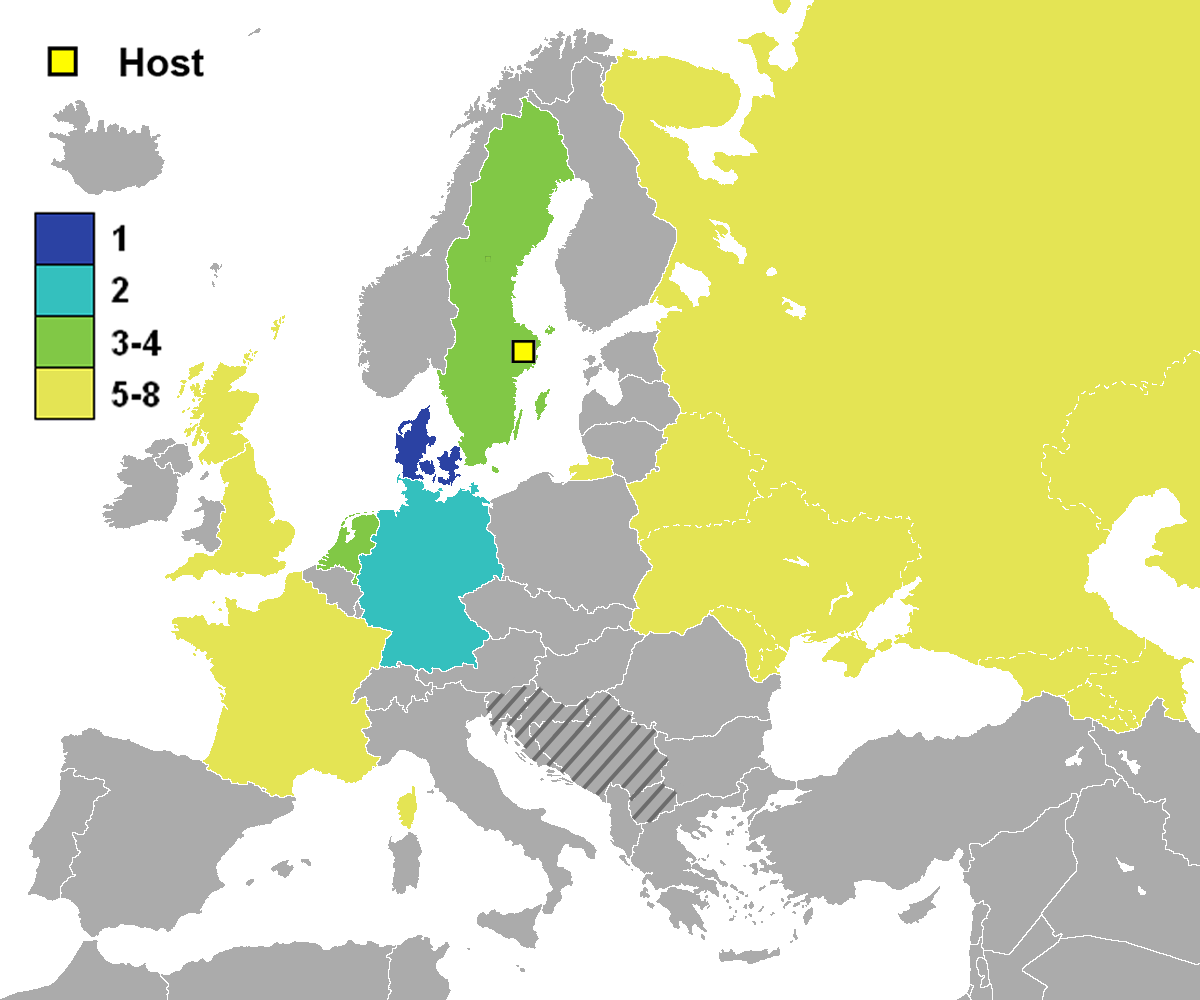
Participante la EURO 1992.

Următoarele echipe au jucat la turneul final:
- CIS (a înlocuit fosta  Uniunea Sovietică)
- Danemarca – a înlocuit  Iugoslavia, care a fost sancționată de ONU și descalificată.[1]
- Anglia
- Franța
- Germania (prima participare ca țară reunită)
- Țările de Jos (campioana en-titre)
- Scoția (prima participare)
- Suedia (gazdă, prima participare)

## Stadioane
| Göteborg       | Solna             | Malmö           | Norrköping     |
| -------------- | ----------------- | --------------- | -------------- |
| Ullevi         | Stadionul Råsunda | Stadionul Malmö | Idrottsparken  |
| Locuri: 44.000 | Locuri: 40.000    | Locuri: 30.000  | Locuri: 23.000 |
|                |                   |                 |                |

## Arbitri
| Austria - Hubert Forstinger Belgia - Guy Goethals Comunitatea Statelor Independente - Alexey Spirin Danemarca - Peter Mikkelsen Elveția - Bruno Galler - Kurt Röthlisberger Franța - Gérard Biguet Germania - Aron Schmidhuber | Italia - Tullio Lanese - Pierluigi Pairetto Portugalia - José Rosa dos Santos Spania - Emilio Soriano Aladren Suedia - Bo Karlsson Țările de Jos - John Blankenstein Ungaria - Sándor Puhl |

## Rezultate
În grupe, pentru victorie au fost acordate câte două puncte iar pentru egal câte un punct. La următorul Campionat Mondial pentru o victories-au acordat câte trei puncte.

## Grupa A
| Echipa    | M | V | E | Î | GP | GÎ | G+ | Pct. |
| --------- | - | - | - | - | -- | -- | -- | ---- |
| Suedia    | 3 | 2 | 1 | 0 | 4  | 2  | 2  | 5    |
| Danemarca | 3 | 1 | 1 | 1 | 2  | 2  | 0  | 3    |
| Franța    | 3 | 0 | 2 | 1 | 2  | 3  | −1 | 2    |
| Anglia    | 3 | 0 | 2 | 1 | 1  | 2  | −1 | 2    |

| Suedia          | 1 – 1     | Franța    |
| --------------- | --------- | --------- |
| J. Eriksson 24' | (Cronică) | Papin 58' |

| Danemarca | 0 – 0     | Anglia |
| --------- | --------- | ------ |
|           | (Cronică) |        |

| Franța | 0 – 0     | Anglia |
| ------ | --------- | ------ |
|        | (Cronică) |        |

| Suedia     | 1 – 0     | Danemarca |
| ---------- | --------- | --------- |
| Brolin 58' | (Cronică) |           |

| Suedia                     | 2 – 1     | Anglia   |
| -------------------------- | --------- | -------- |
| J. Eriksson 51' Brolin 82' | (Cronică) | Platt 4' |

| Franța    | 1 – 2     | Danemarca             |
| --------- | --------- | --------------------- |
| Papin 60' | (Cronică) | Larsen 8' Elstrup 78' |

## Grupa B
| Echipa                    | M | V | E | Î | GP | GÎ | G+ | Pct. |
| ------------------------- | - | - | - | - | -- | -- | -- | ---- |
| Țările de Jos             | 3 | 2 | 1 | 0 | 4  | 1  | +3 | 5    |
| Germania                  | 3 | 1 | 1 | 1 | 4  | 4  | 0  | 3    |
| Scoția                    | 3 | 1 | 0 | 2 | 3  | 3  | 0  | 3    |
| CSI sau Uniunea Sovietica | 3 | 0 | 2 | 1 | 1  | 4  | −3 | 2    |

| Țările de Jos | 1 – 0     | Scoția |
| ------------- | --------- | ------ |
| Bergkamp 75'  | (Cronică) |        |

| CSI                    | 1 – 1     | Germania   |
| ---------------------- | --------- | ---------- |
| Dobrovolski 64' (pen.) | (Cronică) | Häßler 90' |

| Scoția | 0 – 2     | Germania                 |
| ------ | --------- | ------------------------ |
|        | (Cronică) | Riedle 29' Effenberg 47' |

| Țările de Jos | 0 – 0     | CSI |
| ------------- | --------- | --- |
|               | (Cronică) |     |

| Țările de Jos                            | 3 – 1     | Germania      |
| ---------------------------------------- | --------- | ------------- |
| Rijkaard 4' R. Witschge 15' Bergkamp 72' | (Cronică) | Klinsmann 53' |

| Scoția                                      | 3 – 0     | CSI |
| ------------------------------------------- | --------- | --- |
| McStay 7' McClair 16' McAllister 84' (pen.) | (Cronică) |     |

### Fazele eliminatorii
|  | Semifinale          | Semifinale |   |  | Finală              | Finală |  |
|  |                     |            |   |  |                     |        |  |
|  | 21 iunie – Solna    |            |   |  |                     |        |  |
|  | Suedia              | 2          |   |  |                     |        |  |
|  | Germania            | 3          |   |  |                     |        |  |
|  |                     |            |   |  |                     |        |  |
|  |                     |            |   |  | 26 iunie – Göteborg |        |  |
|  |                     |            |   |  | Germania            | 0      |  |
|  |                     | Danemarca  | 2 |  |                     |        |  |
|  |                     |            |   |  |                     |        |  |
|  |                     |            |   |  |                     |        |  |
|  |                     |            |   |  | Finala mică         |        |  |
|  | 22 iunie – Göteborg |            |   |  |                     |        |  |
|  | Țările de Jos       | 2 (4)      |   |  |                     |        |  |
|  | Danemarca (pen)     | 2 (5)      |   |  |                     |        |  |

#### Semi-finale
| Suedia                             | 2 – 3     | Germania                   |
| ---------------------------------- | --------- | -------------------------- |
| Brolin 64' (pen.) K. Andersson 90' | (Cronică) | Häßler 11' Riedle 59', 88' |

| Țările de Jos                                              | 2 – 2 (a.e.t.) (d.p.) | Danemarca                                         |
| ---------------------------------------------------------- | --------------------- | ------------------------------------------------- |
| Bergkamp 23' Rijkaard 86'                                  | (Cronică)             | Larsen 5', 33'                                    |
| R. Koeman · Van Basten · Bergkamp · Rijkaard · R. Witschge | 4 – 5                 | Larsen · Povlsen · Elstrup · Vilfort · Christofte |

#### Finală
| Danemarca              | 2 – 0     | Germania |
| ---------------------- | --------- | -------- |
| Jensen 18' Vilfort 78' | (Cronică) |          |